# Bez kalhot XXL
Bez kalhot XXL (v anglickém originále Magic Mike XXL) je komediální a dramatický film z roku 2015. Režie se ujal Gregory Jacobs a scénáře Reid Carolin. Hlavní role hrají Channing Tatum, Matt Bomer, Kevin Nash aJoe Manganiello. Film je sequlem Bez kalhot z roku 2012. Ve Spojených státech proběhla premiéra dne 1. července 2015 a v České republice dne 16. července 2015.

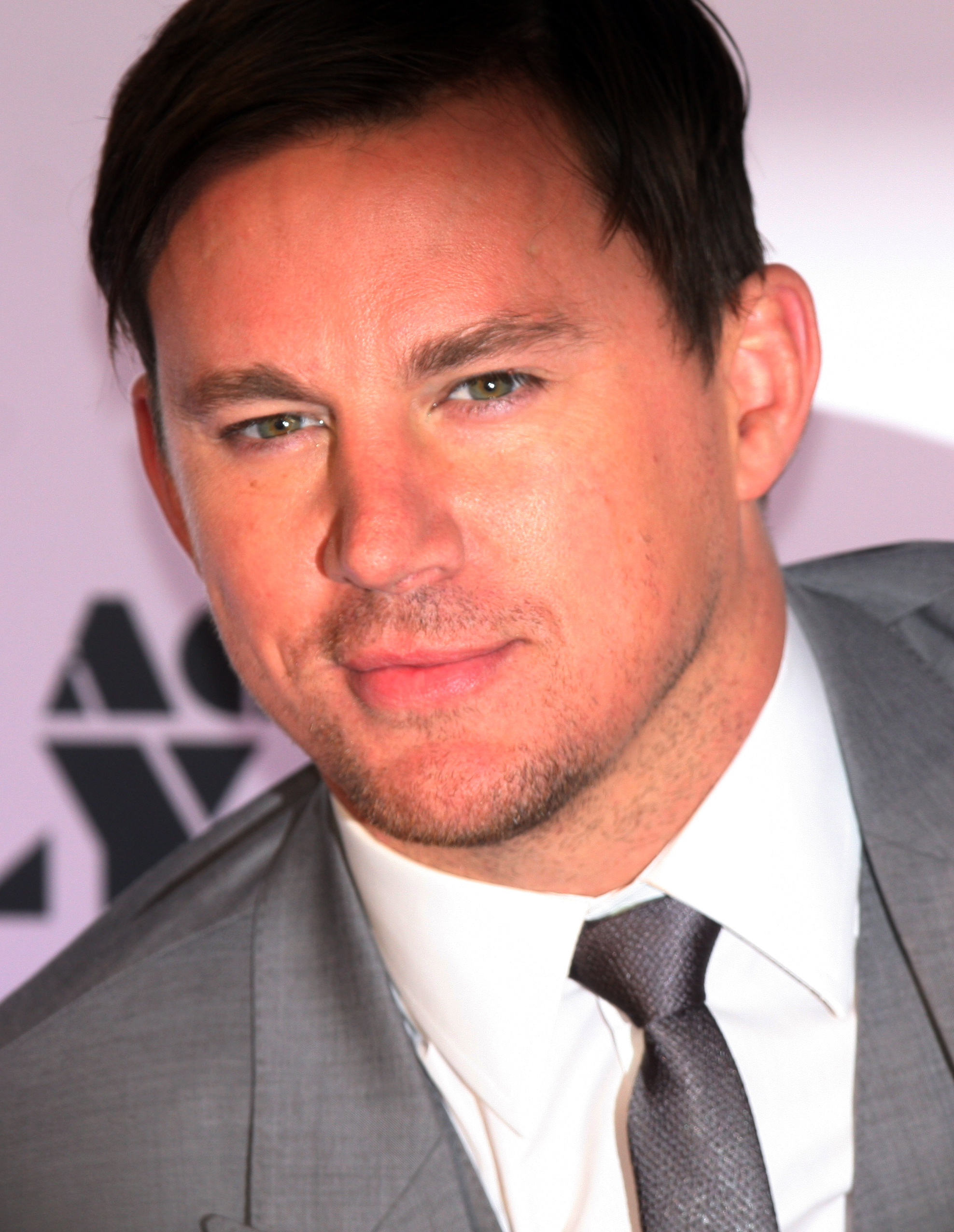
Channing Tatum na premiéře filmu v Sydney v Austrálii

## Obsazení
- Channing Tatum jako „Magic Mike“ Lane
- Matt Bomer jako Ken
- Joe Manganiello jako Big Dick Richie
- Kevin Nash jako Tarzan/Ernest
- Adam Rodríguez jako Tito
- Gabriel Iglesias jako Tobias
- Andie MacDowell jako Nancy
- Amber Heardová jako Zoe
- Jada Pinkett Smith jako Rome
- Elizabeth Banks jako Paris
- Donald Glover jako Andre
- Michael Strahan jako Augustus
- Brandon Richardson jako Scorpio
- Stephen "tWitch" Boss jako Malik
- Jane McNeil jako Mae
- Rhoda Griffis jako Julia
- Ann Hamilton jako Diane
- Mary Kraft jako Jessica
- Carrie Anne Hunt jako Megan Davidson

## Přijetí

### Tržby
Film vydělal 66 milionů dolarů v Severní Americe a 56,5 milionů dolarů v ostatních oblastech, celkově tak vydělal 122,5 milionů dolarů po celém světě. Rozpočet filmu činil 14,8 milionů dolarů. Za první víkend docílil čtvrté nejvyšší návštěvnosti, kdy vydělal 12,8 milionů dolarů.

### Recenze
Na recenzní stránce Rotten Tomatoes získal z 215 započtených recenzí 65 procent s průměrným ratingem 5,8 bodů z deseti. Na serveru Metacritic snímek získal z 41 recenzí 60 bodů ze sta. Na Česko-Slovenské filmové databázi si snímek k 3. srpnu 2018 drží 49 procent.

### Nominace
Channing Tatum získal nominaci na cenu Teen Choice Awards v kategorii nejlepší letní hvězda (muž). Nominaci taky získal film na udílení cen Women Film Critics Circle Awards v kategorii nejhorší zobrazení muže.